# Sant Fructuós de les Gunyoles
Sant Fructuós és una església a les Gunyoles catalogada a l'Inventari del Patrimoni Arquitectònic de Catalunya. L'església de les Gunyoles fou construïda a la dècada del 1950, gràcies a la prestació personal de tots els veïns. Fins aleshores els feligresos havien d'anar a missa a l'església dels Garidells (de la qual sempre havien depès, malgrat la connexió política i administrativa amb la Secuita).
Petit edifici d'una sola nau de 13,5 metres de llargada i 6 metres d'amplada. A les parets hi ha tres pilars que carreguen les respectives jàsseres; els angles entre pilar i jàssera són decorats amb motius escalonats. Al fons del presbiteri hi ha tres finestres rectangulars acabades en arc de mig punt, que són l'únic punt de llum del temple. El presbiteri, enlairat dos graons del sòl de la nau, és dividit per un arc de mig punt, del qual penja un Sant Crist (sobre l'altar). Hi ha diverses imatges sobre peanyes. La façana és llisa i molt senzilla, amb una porta d'arc de mig punt, un rosetó (amb l'interior format per culs d'ampolla) i un petit campanar d'espadanya.